# أفرو نوع دي
أفرو نوع دي (بالإنجليزية: Avro Type D) هي طائرة تجريبية، ذات السطحين بمحرك واحد ومقصورة. أنتجت في بريطانيا. من صناعة أفرو. كان أول طيران لها في 1 نيسان 1911. صنع منها 7 طائرات.

## التاريخ التشغيلي
تم نقل الطائرة إلى بروكلاندز في 1 نيسان 1911، وقد تم تجريبها من قبل سي اتش وليس من قبل روي. وقد ذكر بيكستون أنه كان من السهل والممتع الطيران بهذه الطائرة.
وقد تم تأكيد هذا التقييم بعد بضعة أيام عندما نجح فريق ويلفريد بارك في التحليق طول بروكلاندز في أول محاولة له في قيادة الطائرة، وفي 12 أيار طار بيكستون بالطائرة إلى هندون لاظهار كفاءة الطائرة أمام لجنة الدفاع الجوي البرلمانية، وقام روي بأول رحلة منفردة له في الطائرة. بعد أن قام بيكستون بعدد من الرحلات الأخرى، في تموز من نفس العام تم بيع الطائرة ب 700 جنيه استرليني في مناقصة إلى شوان وتمّ ارسالها عن طريق السكك الحديدية إلى بارو إن فورنيس، حيث قام شوان بتحويلها إلى طائرة طوف.
النموذج الثاني الذي تم بناؤه كان نسخة معدلة، تهدف إلى التنافس في 10000 £ ديلي ميل سيركويت من بريطانيا سباق. كما هو الحال مع جميع الطائرات اللاحقة، تم تطويل جسم الطائرة 2 قدم (0.6 متر)، تم استبدال المبرد المفرد المركزي بزوج من الألواح المركبة عمودياً على جانبي جسم الطائرة، وتم تخفيض الأجنحة السفلية في الفاصل، حيث تم استيعاب المتدرج من قبل زوج من الدعامات القطرية على كلا الجانبين، كما دعم بمحرك من قوة 60 حصان 45 كيلوواط كما في النوع أفرو نوع إف، ولكن تغيير المحرك أدى إلى ارتفاع درجة الحرارة، كما تم تركيب ملحقات على الأجنحة السفلى، لاعادتها إلى التكوين الأصلي. وفي الرحلة التجريبية القصيرة في صباح السباق ظهر فشل تلك التعديلات مما أدى لتحطم الطائرة ولكن لم يصب قائدها كيمب بأذى.

## طائرة أفرو دي المائية
قام شوان بتعديل الجزء السفلي من الطائرة لتصبح أول طائرة مائية تقلع من مياه البحر البريطانية.

## المواصفات
- الخصائص العامة:[1]
- الطاقم: طيار واحد.
- السعة: راكب واحد.
- الطول: 28 قدم (8.53 متر).
- جناحيها: 31 قدما (9.45 متر)
- الارتفاع: 9 قدم (2.79 متر)
- مساحة الجناح: 310 قدم مربع (28.8 متر مربع)
- الوزن الإجمالي: 500 رطل (227 كغ)
- المحرك: 1 × 4 أسطوانات الأخضر C.4 مكبس مضمنة، 35 حصان (26 كيلوواط) لكل منهما.
- الأداء:
- السرعة القصوى: 49 ميلا في الساعة (78 كم / ساعة).